# Beziehungen zwischen den Vereinigten Arabischen Emiraten und den Vereinigten Staaten

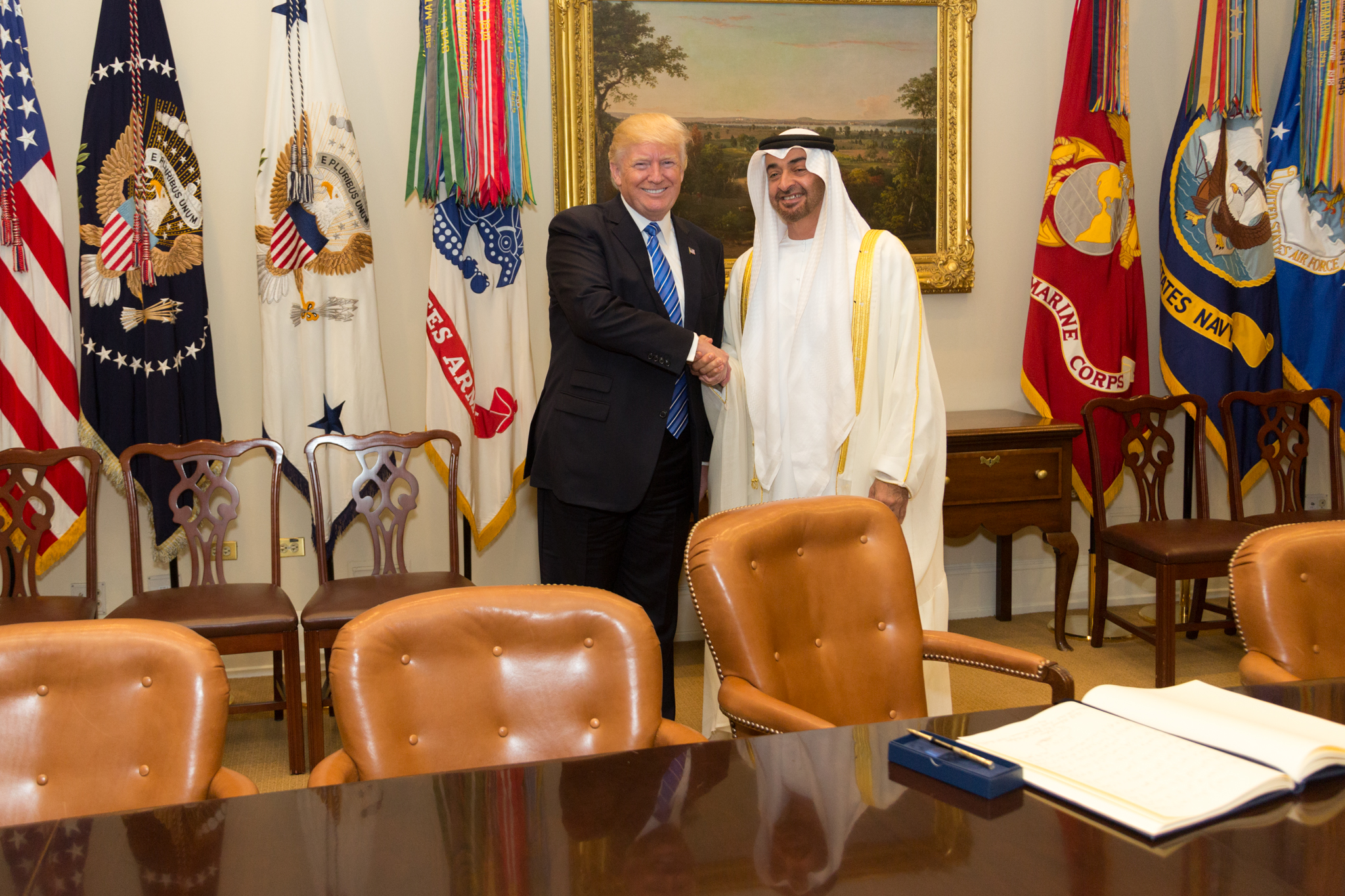
Donald Trump und Mohammed bin Zayed Al Nahyan (2017)

Die Beziehungen zwischen den Vereinigten Arabischen Emiraten (VAE) und den Vereinigten Staaten (USA) wurden mit der Unabhängigkeit der VAE von dem Vereinigten Königreich im Jahre 1972 etabliert. Seitdem haben beide Länder eine enge Partnerschaft aufgebaut, besonders im Bereich der Sicherheits- und Verteidigungspolitik, weshalb die VAE als wichtiger Verbündeter der Amerikaner in der Golfregion gelten und drei Militärstützpunkte im Land unterhalten. Auch in der Wirtschaft, der Kultur und dem Bildungswesen bestehen intensive Kontakte zwischen den beiden Ländern.
Die enge Sicherheitspartnerschaft zwischen beiden Ländern geht auf den Zweiten Golfkrieg 1991 zurück, als die VAE die amerikanische Koalition gegen Saddam Hussein militärisch und finanziell unterstützten. Die VAE schickten einige hundert Soldaten, von denen sechs im Kampf fielen. Die VAE haben an mehreren US-geführten militärischen Bodenoperationen teilgenommen, darunter in Somalia (1992), in Jugoslawien (Ende der 1990er Jahre) und Afghanistan (2003–2014) sowie an Luftoperationen in Libyen (2011) und bei Einsätzen gegen den Islamischen Staat in Syrien (2014–2015). Aufgrund der umfassenden militärischen Zusammenarbeit zwischen beiden Ländern sind auch rund 5.000 amerikanische Militärangehörige auf der Al Dhafra Air Base in Abu Dhabi stationiert. Der gemeinsam betriebene Stützpunkt ist einer der wichtigsten US-Militärstützpunkte in der Region. Zwei weitere Stützpunkte, eine Basis der US Navy in Dschabal Ali und der Militärflugplatz Minhad der US Air Force in Dubai, bestehen im Land.
Die VAE haben ein hohes Militärbudget und sich an zahlreichen Konflikten in der Region beteiligt. Dafür wurden teure US-amerikanische Waffensysteme importiert. Diese sehr ambitionierte militärstrategische Außenpolitik brachte dem kleinen Land vonseiten des US-amerikanischen Verteidigungsministers James N. Mattis die Bezeichnung als ein „kleines Sparta“ ein. Die beiden Länder haben auch eine enge Kooperation bei der Terrorismusbekämpfung und zwischen den Geheimdiensten etabliert. Laut Reuters halfen US-Geheimdienstmitarbeiter der National Security Agency (NSA) der National Electronic Security Authority (NESA) der VAE bei der Überwachung von Terroristen, aber auch von Menschenrechtsaktivisten und Dissidenten im Rahmen eines gemeinsamen Projekts namens Project Raven. Dabei soll ein lokales Netzwerk des IS enttarnt worden sein. In den VAE selbst soll die CIA laut Berichten aus dem Jahre 2019 keine Spionage betreiben, was ansonsten nur für die Staaten der Five Eyes gilt.
Um ihre politischen Interessen zu waren, betreiben die VAE intensives Lobbying in den USA. Bei den US-Präsidentschaftswahlen 2016 beschuldigte das US-Justizministerium den libanesischen Lobbyisten George Nader, Hillary Clinton vor den Wahlen und Donald Trump nach seinem Wahlsieg 3,5 Millionen Dollar an illegalen Wahlkampfspenden zukommen hat lassen. Nach Angaben der New York Times war dies ein Versuch der Regierung der Vereinigten Arabischen Emirate, die Wahl zu beeinflussen. Im November 2022 kamen Berichte ans Licht, in denen die umfangreichen Bemühungen der VAE beschrieben wurden, die US-Außenpolitik zu ihren Gunsten zu lenken und das amerikanische politische System durch eine Reihe von legalen und illegalen Maßnahmen zu manipulieren. Den Aufzeichnungen zufolge haben die VAE Hunderte von Millionen Dollar für Spenden an amerikanische Universitäten und Denkfabriken ausgegeben, von denen viele politische Papiere mit Ergebnissen zugunsten der Interessen der VAE erstellen.
Als ein großer Erfolg der diplomatischen Beziehungen galten die Abraham-Abkommen von 2020, bei denen die VAE und Israel miteinander diplomatische Beziehungen aufnahmen. Trotzdem gibt es auch eine Reihe von Meinungsverschiedenheiten zwischen beiden Staaten. So hinsichtlich der Menschenrechtssituation in den VAE, die Rolle des Landes in regionalen Konflikten und der Einmischung des Landes in die US-Innenpolitik, aber auch die intensivierten Beziehungen der VAE zu Russland und besonders zu der Volksrepublik China sorgten für eine Belastung der Beziehungen. Im November 2021 warnten die USA die VAE vor einer chinesischen Militärpräsenz in ihrem Land, die die Beziehungen zu ihnen beeinträchtigen könnte. Die US-Geheimdienste fanden heraus, dass China heimlich eine Militäreinrichtung in einem Hafen in Abu Dhabi baute. Nach mehreren amerikanischen Treffen und Besuchen von US-Beamten wurde der Bau der Anlage gestoppt. Nach dem Beginn der Russischen Invasion der Ukraine 2022 wurden über die VAE die Sanktionen gegen Russland unterlaufen, was in Washington Irritation verursachte und für eine Abkühlung der Beziehungen sorgte.
Die Beziehungen der beiden Länder beschränken sich nicht nur auf die militärische und sicherheitspolitische Komponente. So bestehen in den VAE zahlreiche US-amerikanische englischsprachige Auslandsschulen. In den VAE leben knapp 50.000 US-Amerikaner, häufig hoch qualifizierte Fachkräfte in wichtigen Positionen. In den USA leben knapp 2000 emiratische Staatsbürger, hauptsächlich Studenten an US-Universitäten und Geschäftsleute. Die Wirtschaftsbeziehungen zwischen beiden Ländern befinden sich im Aufschwung und viele US-Unternehmen betreiben ihr Geschäftszentrum für die gesamte MENA-Region von Dubai aus. Das bilaterale Handelsvolumen lag 2021 bei 23 Milliarden US-Dollar. Als größter Exportmarkt der Region für die USA importieren die UAE Rüstungsgüter, Maschinen, Fahrzeuge und Flugzeuge aus den USA. Ein weiterer wichtiger Wirtschaftsfaktor sind die zahlreichen amerikanischen Touristen, welche das Land besuchen. So besuchten 590.000 US-Amerikaner Dubai im Jahre 2022.